# Hedvika Falcko-Sulzbašská
Hedvika Augusta ze Sulzbachu (německy: Marie Hedwig Auguste von Pfalz-Sulzbach; 15. dubna 1650 – 23. listopadu 1681) byla falckraběnka ze Sulzbachu, provdaná arcivévodkyně rakouská, hraběnka tyrolská a vévodkyně sasko-lauenburská.

## Život
Byla dcerou falckraběte Kristiána Augusta a jeho ženy, nasavsko-siegenské princezny Amálie.
První svatba Hedviky Augusty proběhla 3. června 1665 pouze v zastoupení, neboť ženich, tyrolský arcivévoda Zikmund František o tři týdny později, 25. 6. 1665 nečekaně zemřel. I přesto byl Hedvice Augustě jako vdově císařem Leopoldem I. vyplácen vdovský důchod.
Roku 1668 se stal jejím druhým manželem sasko-lauenburský vévoda Julius František, se kterým měla tři dcery:
- 1. Marie Anna Terezie (18. 9. 1670 – 25. 12. 1671)[1]
- 2. Anna Marie Františka (13. 6. 1672 Ostrov nad Ohří – 15. 10. 1741 Zákupy)[2]

I. ⚭ 1690 Filip Vilém August Falcko-Neuburský (19. 11. 1668 Neuburg an der Donau – 5. 4. 1693 Zákupy), falckrabě neuburský
II. ⚭ 1697 Gian Gastone Medicejský (24. 5. 1671 Florencie – 9. 7. 1737 tamtéž), toskánský velkovévoda od roku 1723 až do své smrti
- 3. Františka Sibylla Augusta (21. 1. 1675 Ratzeburg – 10. 7. 1733 Ettlingen)[5]
⚭ 1690 Ludvík Vilém I. Bádenský (8. 4. 1655 Paříž – 4. 1. 1707 Rastatt), markrabě bádenský, velitel říšských císařských vojsk, turkobijec[6]